# Frytura
Frytura – tłuszcz jadalny o dużej odporności na działanie wysokiej temperatury. Najczęściej stanowi mieszaninę tłuszczów (oleju rzepakowego, słonecznikowego, palmowego, rzadziej łoju wołowego) używaną do wielokrotnego smażenia pączków, faworków, frytek itd. w temperaturze 180–220 °C. Dobra frytura osiąga punkt dymienia po przekroczeniu temperatury 235 °C, co oznacza, że można na niej bezpiecznie smażyć bez obaw o uciążliwe dymienie, szczypanie w oczy i wdychanie trujących substancji.